# Barry Bonds
Barry Lamar Bonds (ur. 24 lipca 1964) – amerykański baseballista występujący na pozycji lewozapolowego. W latach 1986–2007 zawodnik ligi MLB. Jest synem Bobby’ego Bondsa, trzykrotnego uczestnika Meczu Gwiazd.

## Życiorys
Barry Bonds po ukończeniu szkoły średniej w 1982 roku, przystąpił do draftu i został wybrany w 2. rundzie przez San Francisco Giants, jednak klub nie spełnił jego oczekiwań finansowych. Postanowił kontynuować karierę na Arizona State University. Trzy lata później podpisał kontrakt z Pittsburgh Pirates.
W MLB zadebiutował 20 kwietnia 1986 roku w meczu przeciwko Chicago Cubs. W 1990 został MVP sezonu w National League ze średnią uderzeń 0,301, zdobywając 33 home runy oraz 114 RBI. Dwa sezony później otrzymał tę nagrodę po raz drugi.
W 1993 roku przeszedł do San Francisco Giants jako wolny agent. Uderzając średnio 0,326, zaliczając 46 home runów i 123 RBI został MVP National League drugi raz z rzędu. W 1996 wstąpił do Klubu 40–40 jako drugi zawodnik w historii. 7 października 2001 roku pobił rekord Marka McGwire'a w liczbie zdobytych home runów w sezonie (w sumie 73), zaś 7 sierpnia 2007 wyprzedził Hanka Aarona w liczbie zdobytych home runów w karierze (w sumie zdobył ich 762 – rekord do dziś nie pobity).
W 2003 roku Bonds zeznawał przed wielką ławą przysięgłych w sprawie zażywania niedozwolonych środków, po śledztwie przeprowadzonym w firmie BALCo, jednak przyznał, że nigdy świadomie ich nie zażywał. Cztery lata później został uniewinniony. W 2007 został oskarżony o składanie fałszywych zeznań na poprzednich procesach. Sąd skazał go na 30 dni aresztu domowego, dwa lata nadzoru sądowego oraz 250 godzin prac społecznych za uniemożliwienie przeprowadzenia śledztwa w sprawie ujawnienia brania sterydów.
W grudniu 2015 został ogłoszony nowym trenerem pałkarzy Miami Marlins. Pod koniec sezonu 2016 został z tej funkcji zwolniony.

## Nagrody i wyróżnienia
| Nagroda/wyróżnienie      | Lata                                                                              | Źródło |
| 7× MVP National League   | 1990, 1992, 1993, 2001, 2002, 2003, 2004                                          | [ 11 ] |
| 14× All-Star             | 1990, 1992, 1993, 1994, 1995, 1996, 1997 1998, 2000, 2001, 2002, 2003, 2004, 2007 | [ 12 ] |
| 8× Gold Glove Award      | 1990–1994, 1996–1998                                                              | [ 13 ] |
| 12× Silver Slugger Award | 1990–1994, 1996, 1997, 2000–2004                                                  | [ 14 ] |
| 3× Hank Aaron Award      | 2001–2002, 2004                                                                   | [ 15 ] |
| 500 home run club        |                                                                                   | [ 16 ] |